# Veveriță degu
Veverițele degu(den. științifică: Octodon degus) sunt o specie de rozătoare originare din Chile. Sunt animale foarte sociabile trăind în grupuri mari. Veverițele degu au fost folosite în laboratoare pentru studiul diabetului, datorită faptului că acestea nu metabolizează zahărul, iar apoi au devenit animale de companie.